# Slalom (videogioco)
Slalom è un videogioco sportivo dedicato allo sci sviluppato da Rare. Il gioco è incluso nella raccolta Rare Replay per Xbox One.

## Modalità di gioco
In Slalom si affrontano 24 discese evitando ostacoli quali alberi, pupazzi di neve e slitte.

## Sviluppo
Slalom è il primo videogioco per console sviluppato da Rare. La colonna sonora del gioco è composta da David Wise.